# Alberto Soriano
Pour les articles homonymes, voir Soriano (homonymie).
Alberto Soriano est un botaniste argentin, né le 27 août 1920 à Buenos Aires et mort le 20 octobre 1998 dans la même ville.
Il était spécialisé dans les Spermatophytes.